# Reação de eliminação E1cB

Mecanismo da reação E1cB.

A reação de eliminação E1cB é um tipo especial de reação de eliminação em química orgânica. Este mecanismo de reação explica a formação de alquenos a partir de (principalmente) halogeneto de alquilo através de um intermediário carbaniônico, dadas condições de reação específicas e substratos específicos. A abreviatura significa, em língua inglesa, Elimination conjugate Base (eliminação de base conjugada). A reação se dá em torno de uma ligação covalente carbono-carbono sp3 - sp3 com um átomo de hidrogênio ácido α e um grupo lábil β. Este grupo lábil pode ser um halogeneto ou um éster de ácido sulfônico tal como um grupo tosilo. Uma base forte abstrai o próton α, gerando um carbânion. O par eletrônico então expulse ao grupo lábil e se forma a ligação dupla. Quando o primeiro passo para a formação do carbânion é lento, e o segundo passo é rápido, a reação é irreversível e se denomina (E1cB)i. Quando a primeira etapa é rápida, e a desprotonação é reversível, então o mecanismo de reação é (E1cB)r. Na variante (E1cB)anion, o carbânion é especialmente estável, com uma primeira etapa extremamente rápida, e uma segunda etapa lenta. 

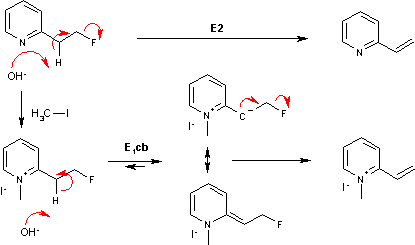
Mecanismo E1cB. Reação do iodeto de 1-metil-2-(2-fluoroetil)piridínio com hidróxido.

Uma reação com nome  que apresenta o mecanismo de eliminação E1cB é a síntese de olefinas de Boord.
Frequentemente é difícil distinguir entre diferentes mecanismos de eliminação (E2, E1, E1cB), e isso envolve o estudo da cinética química, efeitos isotópicos cinéticos, efeitos de substituinte e química computacional. A reação de iodeto de 1-metil-2-(2-fluoroetil)piridínio com o ânion hidróxido em água é um exemplo de uma reação E1cB em duas etapas, devido a que o carbânion é estabilizado pelo efeito de ressonância cmn a enamina. A química computacional prediz que o carbânion neste exemplo está estabilizado por só 2,8 kcal/mol (11.7 kJ/mol) e só quando se leva em conta a solvatação de todas as espécies químicas com água. O mesmo substrato de fluoreto, mas com piridina livre, não possui esta estabilização, e a reação prossegue mediante um mecanismo de reação E2 concertada. Quando o grupo lábil no composto de piridina metilado é cloro em vez de flúor, o mecanismo de reação também é E2, devido a que agora a ligação do carbono ao cloro é muito fraca.
Foi relatada uma versão fotoquímica de E1cB por Lukeman et al. Neste relatório, uma reação de descarboxilação fotoquimicamente induzida gera um intermediário carbânion, que subsequentemente elimina um grupo lábil beta. A reação é única uma vez que não requer uma base que gere o carbânion. A etapa de formação de carbânion é irreversível, e deve ser classificada então como E1cBI.